# Jack Klugman
Jacob Joachim "Jack" Klugman (Filadélfia, 27 de abril de 1922 – Los Angeles, 24 de dezembro de 2012) foi um ator estadunidense.
Representou o Jurado nº 5 no filme 12 Angry Men.